# Autokinetisch effect
Het autokinetisch effect is een illusie van het visuele systeem. Het treedt op als de ogen op een stationair klein lichtpunt in een donkere ruimte zijn gericht. Het lijkt dan soms of het punt beweegt. Het kan in de cockpit van vliegtuigen leiden tot beoordelingsfouten.
Het autokinetisch effect heeft te maken met het feit dat perceptie van beweging gebruikmaakt van een referentiepunt in de ruimte. Door het ontbreken van een referentiepunt treedt er mogelijk een fout op tussen de positie van het oog en het efferente signaal dat vanuit de hersenen de extraoculaire oogspieren aanstuurt. Piloten voorkomen het zogenaamde autokinetisch effect door gebruik te maken van ander referentiepunten binnen of buiten de cockpit gebruikmakend van het perifere zicht.
De Turkse psycholoog Muzafer Sherif heeft dit effect gebruikt in zijn experiment over sociale beïnvloeding tijdens zijn onderzoek naar het ontstaan en de ontwikkeling van normen.
In het eerste deel van M. G. J. Minnaert's De natuurkunde van 't vrije veld is dit verschijnsel vermeld als Sterschommelen. Het werd reeds in 1799 gerapporteerd door Alexander von Humboldt.

## Het waarnemen van de blauwe lucht
Waarnemers van de ogenschijnlijk struktuurloze blauwe lucht hebben geen vast referentiepunt om de blik op te richten. Tijdens het kijken naar het egaal uitziende blauwe vlak kan de blik enige graden uit de oorspronkelijke positie glijden en daarbij alsnog uiterst zwakke helderheidsverschillen in dit vlak aan het licht brengen. Een geoefend oog kan de blik tientallen graden uit de oorspronkelijke positie doen wegglijden om bijvoorbeeld de beginstadia van het ontstaan van cumuluswolken waar te nemen. De uiterst flauwe helderheidsverschillen die daarbij te zien zijn verraden bellen van opstijgende warme lucht. Piloten van zweefvliegtuigen maken gebruik van deze opstijgende warme lucht om hun toestellen zo lang mogelijk boven de grond te houden. Evenzo kunnen, tijdens het glijden van de blik, wolkenstralen worden opgemerkt, in het bijzonder de waaiervormige tegenschemeringsstralen boven de aardschaduw. Ook kunnen eventuele wolkenstralen in het heldere gedeelte binnen de primaire regenboog worden waargenomen. De blik moet dan in een vloeiende beweging de curve van de regenboog volgen om de stralen te zien te krijgen.